# داريو زوباريتش
داريو زوباريتش مواليد 5 مارس 1992 في كرواتيا، هو لاعب كرة قدم بوسني يلعب مع نادي رييكا كمدافع. مثّل منتخب البوسنة والهرسك لكرة القدم.

## المسيرة الاحترافية

### أندية لعب لها
- نادي بيسكارا
- نادي رييكا

## روابط خارجية
- داريو زوباريتش على موقع اتحاد كرواتيا (الكرواتية)
- داريو زوباريتش على موقع الدوري الأمريكي (الإنجليزية)
- داريو زوباريتش على موقع قاعدة بيانات كرة القدم.إي يو (الإنجليزية)
- داريو زوباريتش على موقع Soccerway.com (الإنجليزية)
- داريو زوباريتش على موقع عالم كرة القدم.نت (الإنجليزية)
- داريو زوباريتش على موقع AS.com (الإسبانية)